# Сервування

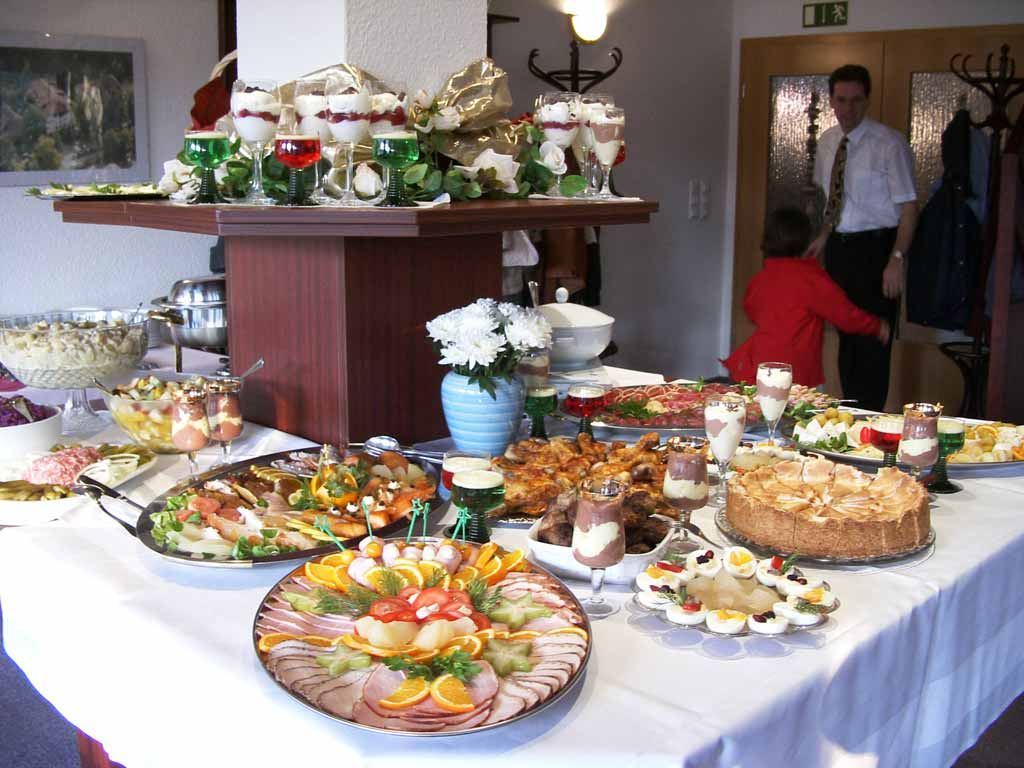
Сервований стіл

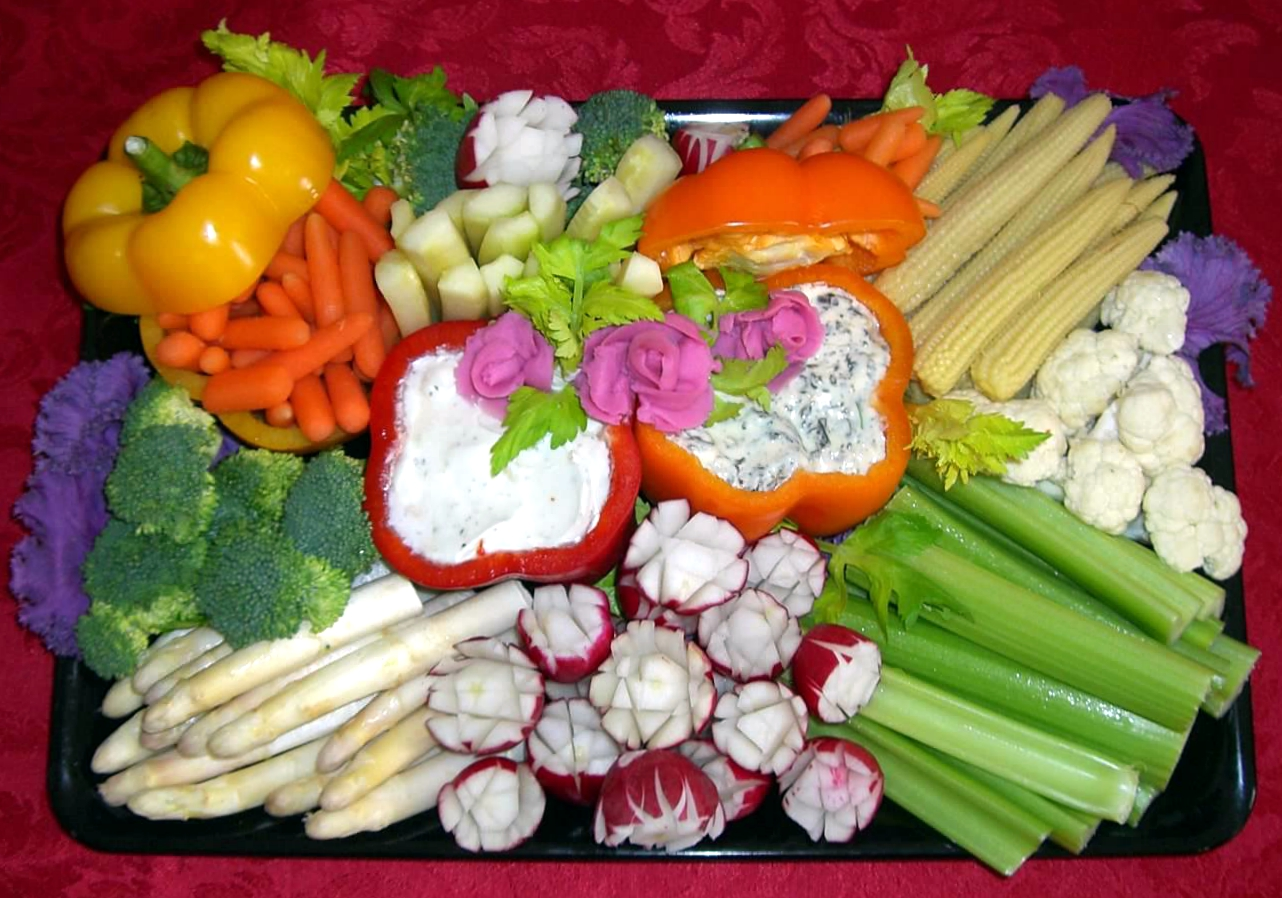
Сервована страва

Сервува́ння (від фр. service) — термін в кулінарії, який позначає ряд пов'язаних процесів при прийомі їжі:
- Процес накриття столу, з розміщенням на ньому кувертів (столових приладів) — сервірування столу;
- Прикраса страв для додання їм зовні цікавого виду — сервування страви;
- Вибір і подача певних вин до певних страв — сервування вин.

Також сервування — процес подачі страв гостям. Зазвичай використовується один з трьох видів:
- Російське сервування — страви поділяються на індивідуальні порції і розкладаються на тарілки на кухні або на буфеті та подаються гостям по одному в порядку їх появи в меню;
- Французьке сервування — страви виставляються на стіл, гості самі вибирають їх;
- Англійське сервування — офіціант обносить гостей стравами по черзі і накладає їх на тарілки.